# Humbert II (roi d'Italie)
Pour les articles homonymes, voir Humbert, Humbert II et Humbert de Savoie.
Humbert II (en italien : Umberto II), né le 15 septembre 1904 à Racconigi, province de Coni, et mort le 18 mars 1983 à Genève, est le dernier roi d'Italie qui a régné durant 35 jours, du 9 mai au 13 juin 1946, ce qui lui vaut le surnom de Re di Maggio (« roi de mai »). 
Humbert II est le fils unique du roi Victor-Emmanuel III et de la reine Hélène de Monténégro. Sa formation militaire est développée, au détriment de l'art politique. En 1924, il effectue un long périple qui le conduit en Amérique latine. Ce voyage constitue une mission diplomatique encouragée par le gouvernement fasciste de Mussolini. Divers commandements militaires lui sont octroyés, mais le prince demeure sous l'autorité de son père auquel il voue une grande déférence.
Durant la Seconde Guerre mondiale, en 1940, Humbert commande le groupe ouest de l'armée italienne lors de la bataille de France qui se solde par un échec pour le royaume italien. Bien qu'élevé au rang de maréchal d'Italie, Humbert demeure en retrait du conflit qui voit la chute de Mussolini en 1943 et la capitulation de l'Italie. En 1944, les partis antifascistes demandent l'abdication du roi Victor-Emmanuel qui refuse, mais nomme son fils Humbert lieutenant général du royaume, exerçant les prérogatives royales sans la dignité souveraine. 
Le 9 mai 1946, le roi abdique en faveur de son fils qui ne règne que durant 35 jours. Humbert décide en effet de quitter l'Italie quelques jours après la proclamation de la République italienne votée par référendum le 2 juin 1946 pour s'établir définitivement au Portugal. Époux depuis 1930 de la princesse Marie-José de Belgique, le couple, parents de quatre enfants, vit séparément à partir de 1947.
Exilé à Estoril, dans la municipalité de Cascais, au Portugal, le roi Humbert vit entouré d'une petite cour de monarchistes fidèles. Participant à plusieurs événements réunissant le gotha européen, la santé d'Humbert décline dès les années 1960. Souhaitant revoir une dernière fois son épouse Marie-José, le roi Humbert meurt à Genève en 1983.

## Biographie

### Famille

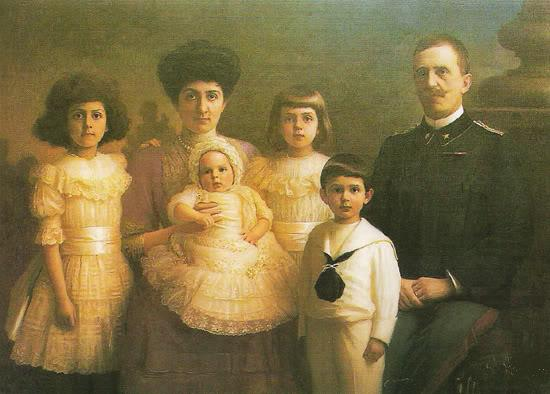
La famille royale d'Italie en 1908.

Humbert de Savoie (en italien : Umberto di Savoia) naît le 15 septembre 1904 au château royal de Racconigi dans la région du Piémont en Italie. Fils unique du roi Victor-Emmanuel III et de la reine Hélène, (fille du roi Nicolas Ier de Monténégro), mariés en 1896, il est prince de Piémont à sa naissance, titre confirmé par un décret du 29 septembre 1904 et qu'il garde jusqu'à son accession au trône,. Le prince, baptisé Umberto Nicola Tommaso Giovanni Maria en la grande salle du palais du Quirinal le 4 décembre 1904, est le filleul de son grand-père maternel, le roi Nicolas Ier de Monténégro, et de sa grand-mère paternelle, la reine Marguerite d'Italie. Il a quatre sœurs : Yolande (1901-1986), Mafalda (1902-1944), Jeanne (1907-2000) et Marie-Françoise (1914-2001),.
Après de nombreuses discussions entre dynasties, la fiancée étant la petite nièce de la reine des Deux-Siciles Marie en Bavière dont les états furent annexés à l'Italie par la maison de Savoie en 1860 et qui vécut jusqu'en 1925, le prince épouse le 8 janvier 1930 dans la chapelle Pauline du palais du Quirinal, la princesse Marie-José de Belgique (née à Ostende le 4 août 1906 et morte à Genève le 27 janvier 2001), fille du roi Albert Ier de Belgique et d'Elisabeth de Bavière.
Le couple est parent de quatre enfants :
- Maria-Pia de Savoie, née à Naples le 24 septembre 1934, mariée en 1955 (divorce en 1967) au prince Alexandre de Yougoslavie (1924-2016), remariée en 2003 au prince Michel de Bourbon-Parme (1926-2018), dont quatre enfants du premier mariage ;
- Victor-Emmanuel de Savoie, né à Naples le 12 février 1937 et mort à Genève le 3 février 2024, duc de Savoie, prince de Naples, prince héritier d'Italie ;
- Marie-Gabrielle de Savoie, née à Naples le 24 février 1940, mariée en 1969 (séparés en 1976, divorce en 1990) à Robert Zellinger de Balkany (1931-2015), dont une fille du premier mariage ;
- Marie-Béatrice de Savoie, née à Rome le 2 février 1943, mariée en 1971 (séparés en 1995 et divorcés en 1998) au diplomate argentin Luis Reyna-Corvalán y Dillon (1939-1999), dont trois enfants.

### Formation et études

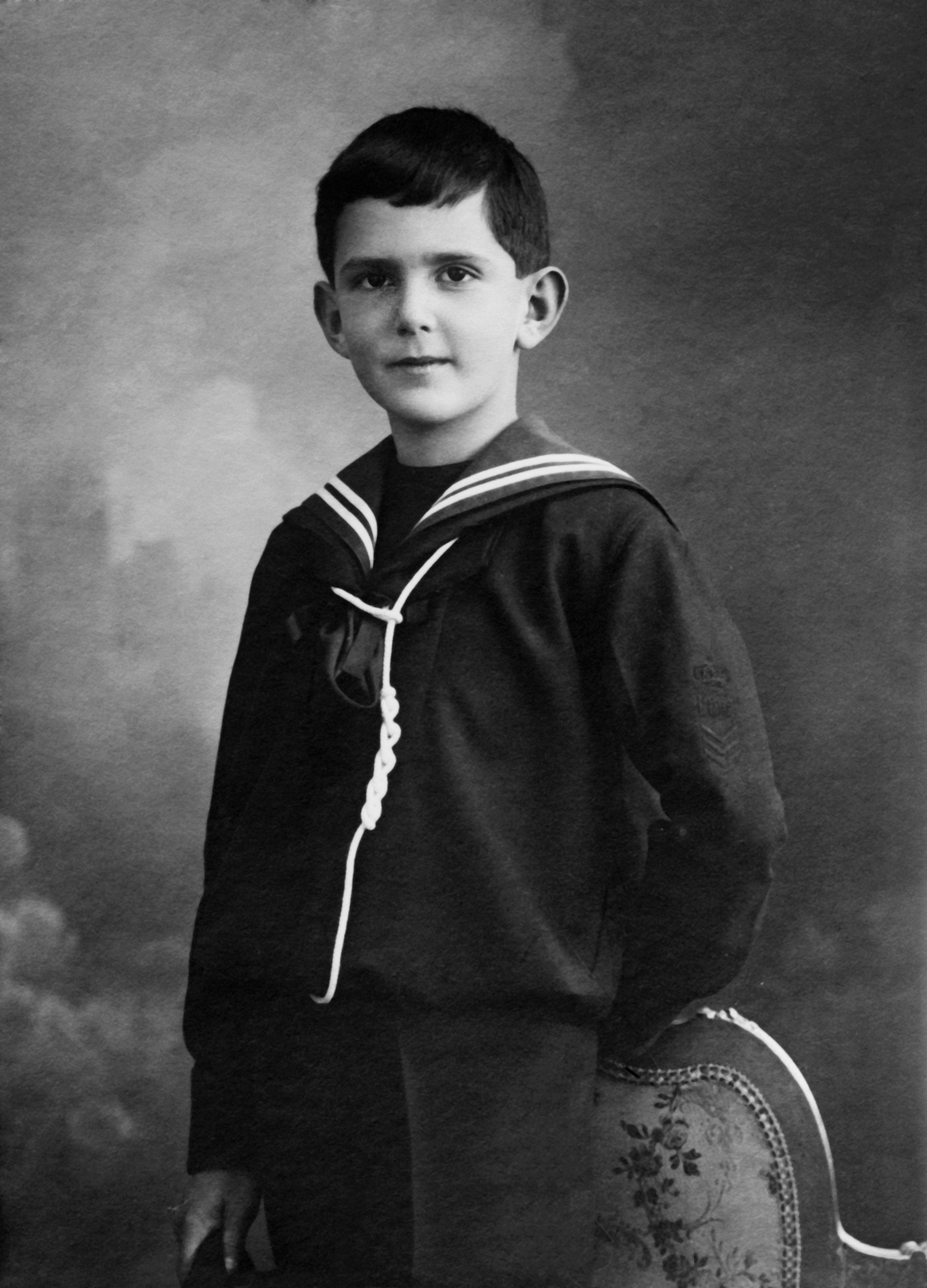
Le prince Humbert enfant.

En qualité d'héritier du trône depuis sa naissance, le prince est élevé afin de répondre aux critères qu'exige sa position. Le 13 novembre 1913, le roi nomme l'amiral Attilio Bonaldi, un homme aux principes rigides, en qualité de précepteur du prince. Alors qu'éclate la Première Guerre mondiale en 1914, l'Italie demeure neutre avant de s'engager dans le conflit en mai 1915. Le prince est élevé dans un cadre autoritaire et strict, incité à montrer une déférence exagérée envers son père en s'agenouillant devant lui et en embrassant la main du souverain, geste qu'il perpétue à l'âge adulte.
De 1918 à 1921, le prince Humbert effectue ses études au collège militaire de Rome, puis à l'académie militaire de Modène, où il est élevé, dès son entrée, au grade de sous-lieutenant des grenadiers le 22 septembre 1922. Sa formation politique est absente de son cursus, le souverain estimant que l'art politique sera développé lorsque l'héritier accèdera au trône,.

### Prince de Piémont

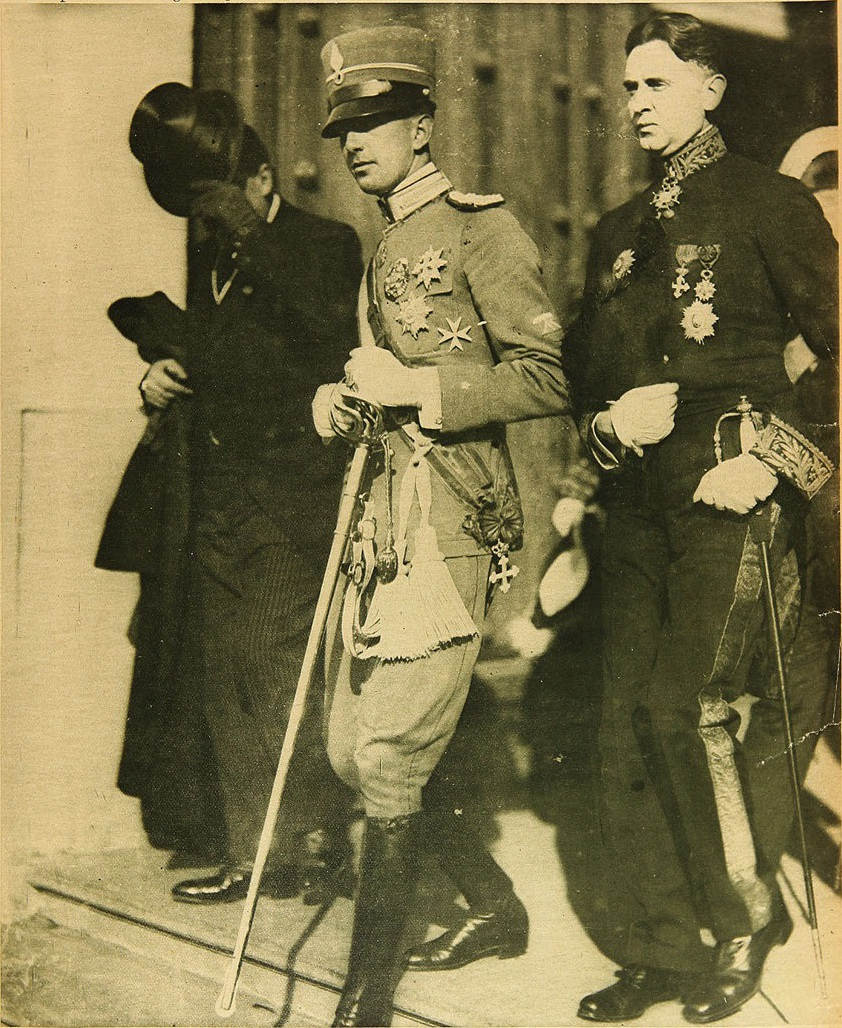
Le prince Humbert lors de sa visite au Chili en 1924.

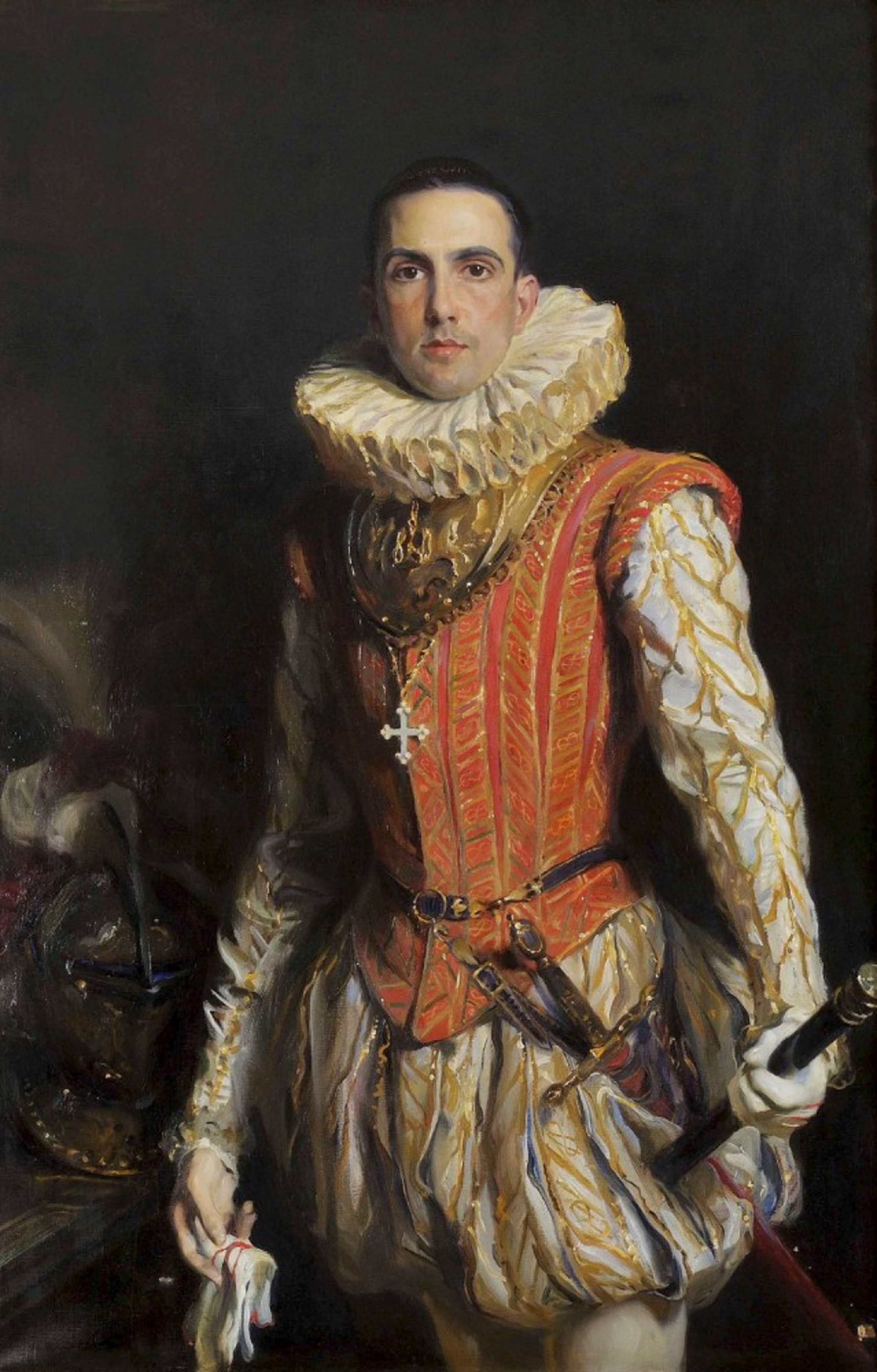
Le prince de Piémont par Philip de László en 1928.

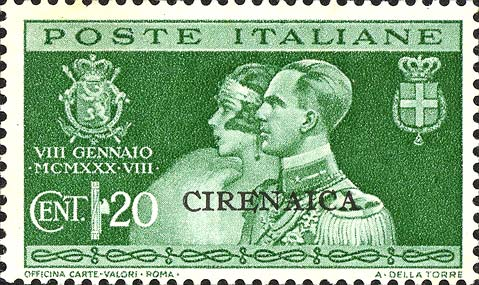
Timbre émis par les Postes italiennes pour la Cyrénaïque : mariage de Humbert et Marie-José, 8 janvier 1930.

De juillet à septembre 1924, le prince effectue un long périple qui le conduit en Amérique du Sud. Accompagné par son précepteur l'amiral Attilio Bonaldi, il visite le Brésil, l'Argentine, le Chili, et l'Uruguay. Ce voyage constitue une mission diplomatique encouragée par le gouvernement fasciste de Mussolini qui y voit l'occasion d'établir un lien avec les nombreux immigrants d'origine italienne et leurs descendants qui avaient commencé une nouvelle vie en Amérique latine. L'un des objectifs de la visite était en effet de faire de la publicité à travers la figure du jeune prince, une image positive du nouveau gouvernement (pas encore explicitement un « régime ») et de la maison de Savoie.
Installé à partir de 1925 au palais royal de Turin, le prince Humbert mène une vie insouciante, s'adonnant à ses passions sportives (natation, escrime, équitation) et au piano. Progressivement il obtient des commandements militaires, mais ces rôles sont purement formels car le roi Victor Emmanuel III, garde jalousement son pouvoir de commandement suprême par rapport au Duce, Benito Mussolini. D'un commun accord, Humbert et Mussolini ont toujours gardé leurs distances. En 1926, Mussolini vote une loi autorisant le Grand Conseil du fascisme à décider de la succession, même s'il admet en pratique que le prince succéderait à son père. À la fin janvier 1928, le prince Humbert débute un long voyage officiel en Afrique orientale. Son périple le conduit en Égypte, en Abyssinie, dans les colonies italiennes de l'Érythrée et de Somalie, en revenant par la Terre-Sainte. De retour en Italie le 12 avril 1928, la presse souligne l'accroissement du prestige de l'Italie en Orient. Accueilli favorablement tant par Lord Herbert Plumer et les autorités britanniques en Palestine mandataire, le voyage princier revêt également une grande importance au point de vue du catholicisme, notamment lorsque le prince de Piémont a participé à l'inauguration de la cathédrale de Mogadiscio, dans la ville élevée l'année précédente au rang de vicariat apostolique.
Le 24 octobre 1929 à Bruxelles, le prince Humbert se fiance avec la princesse Marie-José de Belgique. Cette annonce intervient alors que des militants italiens antifascistes résidant en Belgique, auxquels se sont joints des communistes belges, avaient quelques jours auparavant pris pour cible l'ambassade d'Italie à Bruxelles en brisant des fenêtres et en poussant des clameurs hostiles à l'ambassadeur Carlo Durazzo et à son gouvernement avant de s'enfuir à l'arrivée des forces de l'ordre. Arrivé dans la capitale belge le 23 octobre 1929, le prince héritier d'Italie se rend le lendemain afin de déposer, selon la tradition, une gerbe de fleurs sur la tombe du soldat inconnu devant la Colonne du Congrès. Fernando de Rosa, jeune étudiant anti-fasciste et militant socialiste, venu de Paris où il suit des cours de droit à l'université, armé d'un révolver, tire en direction du prince de Piémont, aux cris de « Evviva Matteotti », en souvenir du député socialiste Giacomo Matteotti, tué par les Chemises noires en 1924. La balle tirée par de Rosa se perd dans la façade d'un immeuble voisin. Promptement arrêté par les forces de l'ordre, Fernando de Rosa est jugé l'année suivante à Bruxelles. En 1932, à la demande du prince Humbert, son beau-père le roi Albert Ier accorde une grâce royale au condamné qui venait d'effectuer la moitié de sa peine d'emprisonnement,,.
Le mariage d'Humbert et Marie-José, le 8 janvier 1930 à Rome, donne lieu à de nombreuses festivités publiques auxquelles Mussolini ne se montre pas, se bornant à signer, en qualité de notaire de la couronne, le contrat de mariage des princes au palais du Quirinal. Humbert et sa jeune épouse s'installent dans un appartement privé du palais du Quirinal, où Humbert donne libre cours à son grand formalisme, obnubilé par les règles et le protocole. En février 1931, le couple déménage pour s'installer au palais royal de Turin où Humbert vient d'être nommé général et commande la première brigade d'infanterie de la ville. En novembre 1931, Humbert étant nommé général de la 25e brigade d'infanterie à Naples, Marie-José et lui s'installent officiellement au palais royal de Naples, mais en réalité, ils demeurent à la villa Maria-Pia, dans la baie de Pausilippe.

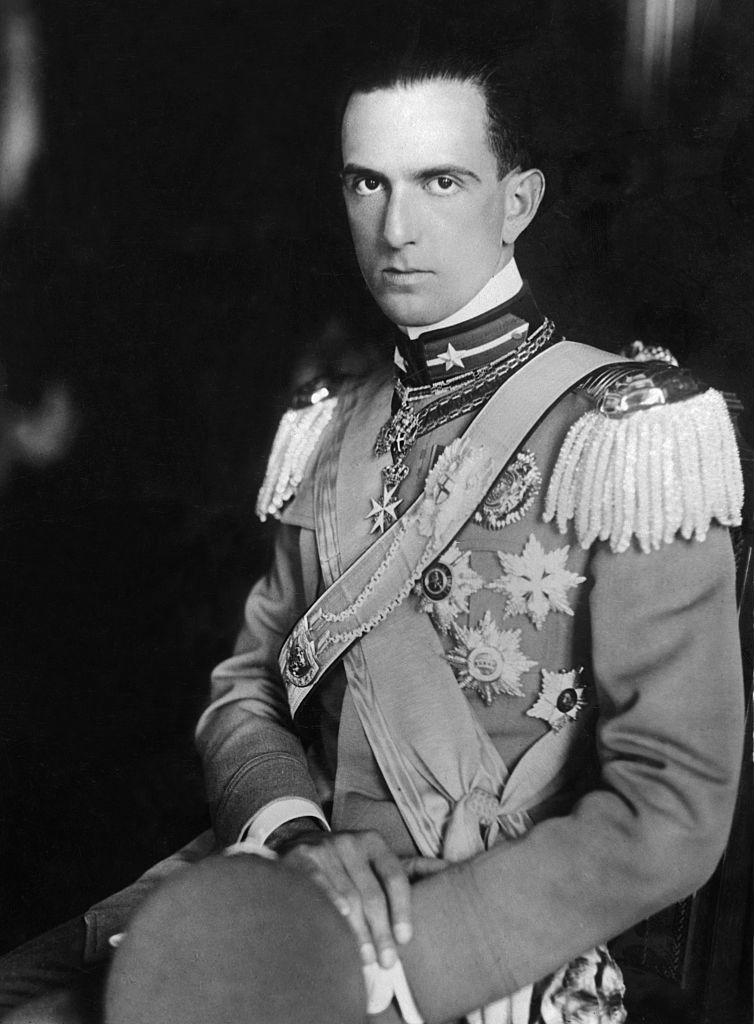
Le prince héritier Humbert vers 1930.

En dépit de ses commandements militaires, le prince est toujours tenu à l'écart de la politique active. En 1935, le prince soutient la guerre contre l'Empire éthiopien, qu'il qualifie de « guerre légitime » et dans laquelle il veut servir. Cependant, son père refuse que le prince héritier serve en Afrique de l'Est. La mise à l'écart du prince Humbert des affaires de l'État est sciemment voulue par son père qui ne veut pas voir son héritier compromis avec le fascisme et demeurer dès lors en réserve de la monarchie.
Sur le plan privé, et aux conséquences dynastiques majeures, après la naissance d'une fille, Maria-Pia, en 1934, Humbert II devient père d'un fils, Victor-Emmanuel, qui naît à Naples, le 12 février 1937. Titré prince de Naples dès sa naissance, l'enfant est baptisé en grande pompe le 31 mai 1937 en la chapelle pauline du palais du Quirinal et en l'absence de Mussolini, chef du gouvernement. Ce dernier est irrité par cette célébration à caractère monarchique, à une époque où il se lie de plus en plus à Hitler, qu'il envie car le Führer ne doit pas partager les honneurs et la renommée avec une dynastie souveraine.

### Seconde Guerre mondiale
Humbert partage les craintes de son père selon lesquelles la politique d'alliance de Mussolini avec l'Allemagne nazie est imprudente et dangereuse, mais il n'effectue aucune démarche pour s'opposer à ce que l'Italie devienne l'une des puissances de l'Axe. Lorsque Mussolini décide d'entrer dans la Seconde Guerre mondiale en juin 1940, Humbert laisse entendre à son père qu'il devrait utiliser le veto royal pour bloquer les déclarations de guerre italiennes à la Grande-Bretagne et à la France, mais ses conseils sont ignorés.
Durant la bataille de France, en juin 1940, le prince Humbert dirige le groupe ouest de l'armée italienne, et mène, aux côtés du 16e Panzerkorps de l'armée allemande, la bataille des Alpes face aux troupes françaises. L'offensive italienne est un fiasco et la réputation d'Humbert en qualité de général n'est sauve qu'en raison de l'armistice que les Français, déjà vaincus, signent avec l'Italie le 24 juin 1940. Après la capitulation de la France, Mussolini maintient Humbert inactif en tant que commandant de l'armée. À l'été 1940, le prince de Piémont devait commander une invasion planifiée du royaume de Yougoslavie. Pourtant, Mussolini a par la suite annulé l'invasion de la Yougoslavie en faveur de l'invasion du royaume de Grèce.
En juin 1941, soutenu par son père, Humbert exerce la pression pour obtenir le commandement du corps expéditionnaire italien envoyé en Union soviétique, affirmant qu'en tant que catholique, il soutient pleinement l'opération Barbarossa et veut se battre contre les « communistes impies ». Mussolini refuse cette requête et confie à la place à Humbert la responsabilité de former les forces italiennes prévues pour participer à l'opération Herkules, l'invasion prévue de Malte par l'Axe. Le 29 octobre 1942, le prince de Piémont est élevé au grade de maréchal d'Italie. En octobre - novembre 1942, lors de la bataille d'El Alamein, la force italo-allemande est vaincue par la huitième armée britannique, marquant la fin des espoirs de l'Axe de conquérir l'Égypte. L'Axe se replie en Libye. En novembre 1942, dans le cadre de la bataille de Stalingrad, l'Armée rouge lance l'opération Uranus, au cours de laquelle les Soviétiques anéantissent une grande partie du corps expéditionnaire italien en Russie et encerclent la 6e armée allemande. Les désastreuses défaites italiennes à Stalingrad et à El Alamein provoquent un changement chez Humbert, désormais opposé la guerre, et l'amènent à conclure que l'Italie devait signer un armistice avant qu'il ne soit trop tard. À la fin de 1942, Umberto demande à son cousin, le duc d'Aoste, de se rendre en Suisse pour contacter le consulat britannique à Genève, où il fait passer un message à Londres indiquant que le roi était prêt à signer un armistice avec les Alliés en échange de la promesse qu'il lui soit permis de conserver son trône.

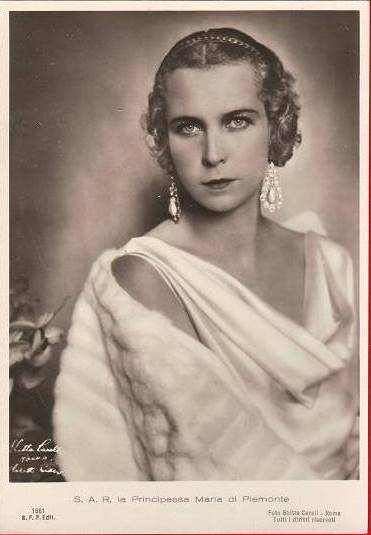
Marie-José de Belgique en 1945.

En 1943, la princesse Marie José s'engage dans de vaines tentatives pour conclure un traité de paix séparé entre l'Italie et les États-Unis. Son interlocuteur au Vatican est Giovanni Battista Montini, diplomate pontifical de haut rang qui devient plus tard le pape Paul VI. Ses tentatives ne sont pas soutenues par son beau-père, le roi, et Humbert n'y est pas directement impliqué. Victor Emmanuel III, anticlérical, se méfie de l'Église catholique et ne veux pas être mêlé à une tentative de paix menée par des intermédiaires papaux. De plus, le roi Victor Emmanuel ne croit tout simplement pas que Marie José est compétente pour exercer les fonctions de diplomate. Pour toutes ces raisons, le roi oppose son veto à la tentative de paix de Marie José. Après son échec, car elle n'a jamais réussi à rencontrer directement les agents américains, la princesse de Piémont est envoyée avec ses enfants au château de Sarre, dans la Vallée d'Aoste, et isolée de la vie politique de la maison royale.
Au cours du premier semestre de 1943, alors que la guerre continue à affaiblir l'Italie, plusieurs hauts responsables fascistes, après avoir appris que les Alliés ne signeraient jamais d'armistice avec Mussolini, commencent à planifier son renversement avec le soutien du roi. À leurs inquiétudes s'ajoutent des mouvements de grèves à Milan à partir du 5 mars 1943, les travailleurs critiquant ouvertement à la fois la guerre et le régime fasciste qui avait conduit l'Italie à la guerre, faisant craindre à Rome que l'Italie soit au bord de la révolution.
Le 10 juillet 1943, lors de l'opération Husky, les Alliés envahissent la Sicile. Juste avant cette invasion, Humbert avait effectué une tournée d'inspection des forces italiennes en Sicile et avait signalé à son père que les Italiens n'avaient aucun espoir de tenir la Sicile.
Le 25 juillet 1943, Victor-Emmanuel III limoge définitivement Mussolini et nomme le maréchal Pietro Badoglio comme Premier ministre avec ordre secret de négocier un armistice avec les Alliés. Badoglio négocie avec les Alliés l'armistice de Cassibile. L'Italie capitule sans conditions. Tandis que Marie-José et ses enfants se réfugient en Suisse, la famille royale (le roi, la reine et leur fils Humbert) et Badoglio quittent Rome à l'aube du 9 septembre 1943 et arrivent le lendemain à Ortona où une corvette les emmène à Brindisi, derrière les lignes alliées, afin de se mettre à l'abri des Allemands qui prennent le contrôle de l'ensemble du territoire non encore occupé par les Anglo-Américains.

### Lieutenant général du royaume

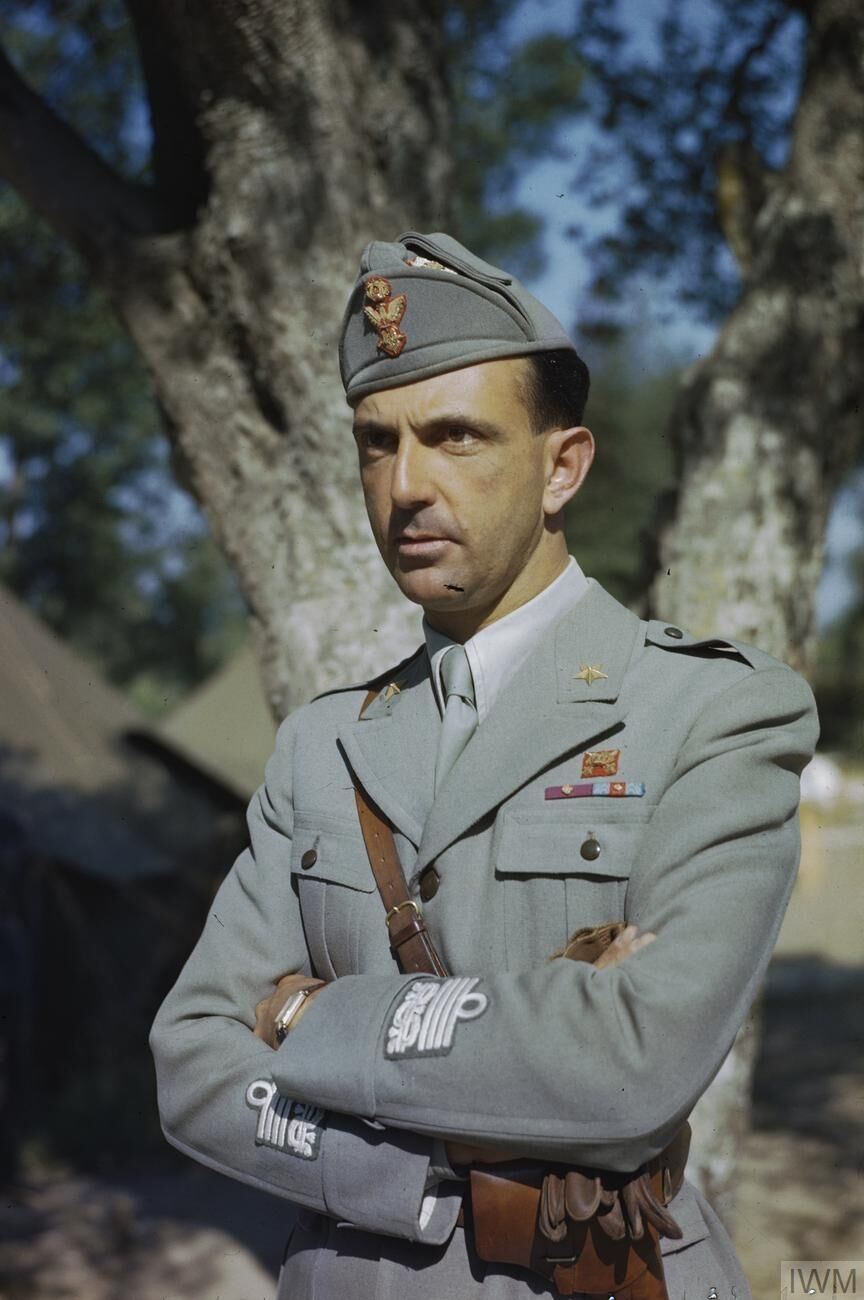
Le prince Humbert en mai 1944.

En avril 1944, les partis antifascistes demandent l'abdication du roi Victor-Emmanuel III. Le roi refuse, mais le 4 juin 1944, il nomme son fils Humbert lieutenant général du royaume. Ainsi celui-ci exerce-t-il toutes les prérogatives royales, mais sans avoir la dignité souveraine. Après des débuts difficiles, le prince de Piémont surprend par sa maturité et sa faculté de jugement. Le ministre sans portefeuille Benedetto Croce lui conseille de rompre avec son père en choisissant ses conseillers parmi les démocrates, tel l'avocat socialiste Falcone Lucifero que Humberto nomme comme ministre de la maison royale le 4 juin 1944. Lucifero suggère des réformes, qui sont mises en œuvre, telles que la réduction du nombre d'aristocrates et de généraux à la Cour royale, tout en faisant venir des personnes de toutes les régions d'Italie au lieu du seul Piémont pour rendre la Cour royale plus représentative de l'Italie.
En octobre 1944, le prince Humbert déclare dans une interview au quotidien The New York Times qu'il est favorable à un référendum pour décider si l'Italie devait devenir une république ou demeurer une monarchie, au lieu de laisser la « question institutionnelle » tranchée par l'assemblée nationale qui rédigerait le texte de la constitution d'après-guerre.
La victoire finale des Alliés sur l'Axe en Italie survient lors de l'offensive du printemps de 1945 qui se termine le 2 mai 1945 avec la reddition des forces allemandes en Italie. En guise de geste pacificateur visant à promouvoir l'unité nationale après les traumatismes de la guerre, le 21 juin 1945, Humbert nomme comme Premier ministre Ferruccio Parri, éminent chef de la résistance, à la tête d'un gouvernement d'union nationale.

### Dernier roi d'Italie

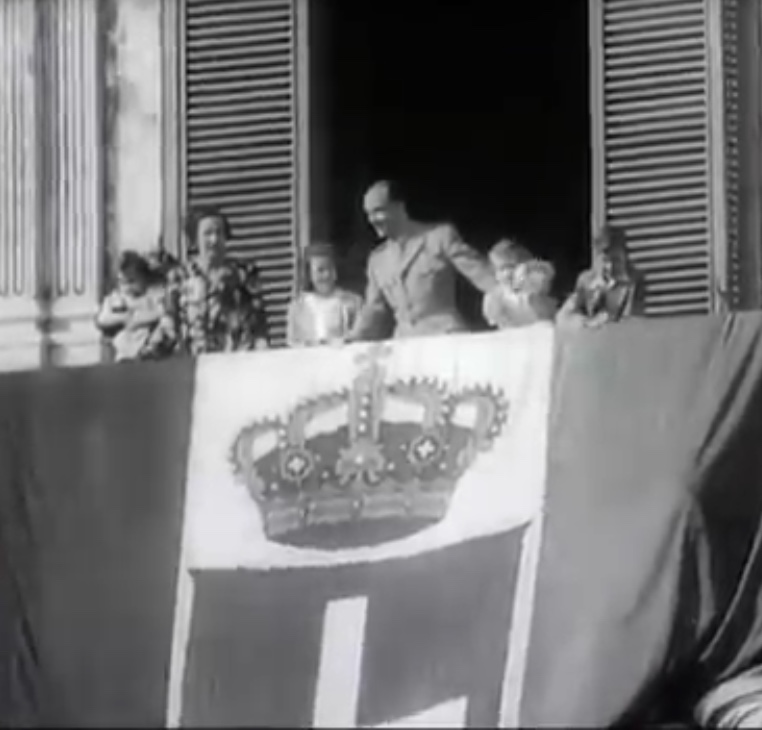
Le roi Humbert II, apparaissant avec sa famille.

Le 9 mai 1946, dans l'espoir d'infléchir l'opinion publique en faveur de la monarchie, Victor-Emmanuel III, âgé de 77 ans, abdique en faveur d'Humbert et part en exil avec la reine Hélène en Égypte. Avant son départ, le roi voit une dernière fois son fils lors d'adieux froids et sans émotion. Humbert, à 41 ans, devient roi d'Italie sous le nom d'Humbert II,.
Vingt-trois jours après son accession au trône, le 2 juin 1946, les Italiens sont invités à choisir entre le maintien de la monarchie ou l'adoption de la République. Ce référendum institutionnel mène à la chute de la royauté italienne. Les résultats donnent 54 % des voix en faveur de la République, abolissant dès lors la royauté avec effet le 12 juin 1946. Le jour même, Alcide De Gasperi, président du Conseil, le dernier nommé par le roi Humbert six mois auparavant, devient également président de l'État par intérim, durant six jours. Dans son allocution d'investiture, il prononce ces mots :
« Nous devons nous efforcer de comprendre la tragédie de quelqu'un (l'ex-roi Humbert II) qui, après avoir hérité d'une défaite militaire et d'une complicité désastreuse avec la dictature, s'est efforcé ces derniers mois de travailler avec patience et bonne volonté pour un avenir meilleur. Mais cet acte final de la Maison millénaire de Savoie doit être considéré comme faisant partie de notre catastrophe nationale ; c'est une expiation, une expiation imposée à nous tous, même à ceux qui n'ont pas partagé directement la culpabilité de la dynastie. ».
Le 13 juin, dans l'après-midi, le roi Humbert, refusant d'accepter la proclamation de la République, quitte pacifiquement le palais du Quirinal, sans abdiquer, et embarque à l'aéroport de Ciampino dans le Savoia-Marchetti SM.95 qui l'emmène d'abord à Barcelone, puis le lendemain, au Portugal, où depuis le 6 juin l'attendaient son épouse et ses quatre enfants,.

### Exil au Portugal

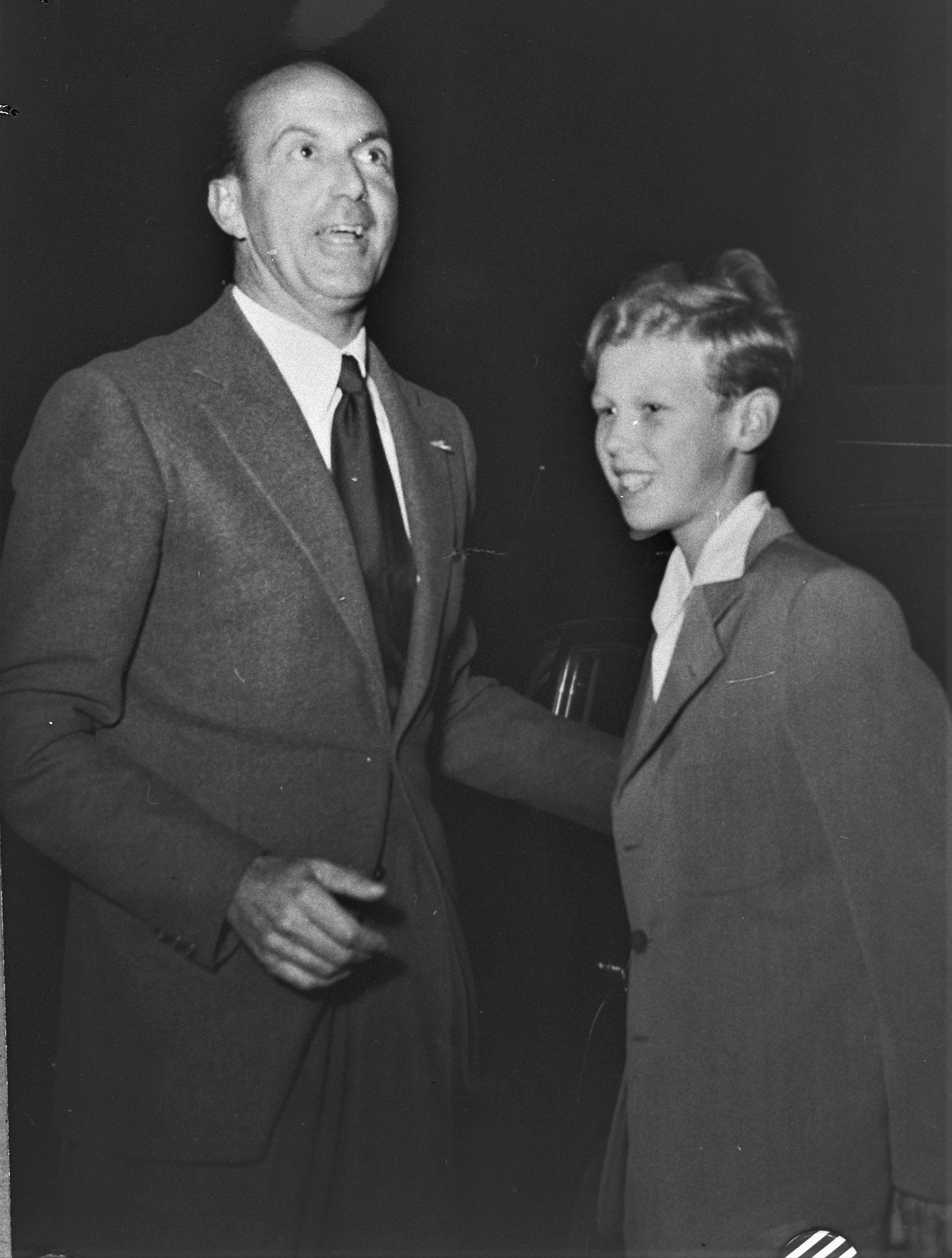
L'ancien roi Humbert II et son fils Victor-Emmanuel en 1949.

À partir du 14 juin 1946, la famille royale se réunit durant un peu plus d'un an au Portugal, d'abord durant cinq mois à Colares, municipalité de Sintra, puis à la fin de l'année, à Estoril, dans la municipalité de Cascais, mais, en août 1947, la mésentente de Humbert et de Marie-José a raison de leur couple qui se sépare sans jamais officialiser leur nouvelle situation matrimoniale. Humbert demeure sur la Riviera portugaise et Marie-José s'établit en Suisse. Le 1er janvier 1948, il est désormais officiellement défendu au roi Humbert II et à son fils Victor-Emmanuel de revenir en Italie en vertu du deuxième alinéa de la XIIIe disposition transitoire de la Constitution de la République italienne, entrée en vigueur ce jour-là : « Il est interdit aux anciens rois de la maison de Savoie, à leurs épouses et à leurs descendants mâles d'entrer et de séjourner sur le territoire national ».
Tandis que leur frère Victor-Emmanuel rejoint sa mère établie à Merlinge, près de Genève, dès 1947, ses trois sœurs, Maria-Pia, Marie-Gabrielle et Marie-Béatrice demeurent au Portugal où elles sont élevées par des gouvernantes, des professeurs et des serviteurs, rencontrant leur père lors d'un déjeuner hebdomadaire. En 1952, Maria-Pia s'installe en Suisse auprès de sa mère, rejointe par Marie-Gabrielle en 1957, puis par Marie-Béatrice en 1963,.
Séparés, Humbert et Marie-José se revoient lors de grands événements du gotha, comme, en 1953, au mariage de la princesse Joséphine-Charlotte de Belgique avec le grand-duc Jean de Luxembourg, en 1954, lors de la Croisière des rois, en 1955, pour célébrer ensemble leurs noces d'argent, en 1956, pour les 80 ans de la reine Élisabeth de Belgique, en 1959 au mariage du prince Albert de Belgique et de la princesse Paola Ruffo di Calabria, en 1960, au mariage du roi Baudouin de Fabiola de Mora y Aragón, en 1962, au mariage de l'infant Juan Carlos d'Espagne et de la princesse Sophie de Grèce, en 1964 pour les noces du roi Constantin II de Grèce et de la princesse Anne-Marie de Danemark, et enfin, en 1965, lors des funérailles d'Élisabeth, reine des Belges,.
Durant son exil, Humbert rassemble de nombreux souvenirs de la maison de Savoie. Il est entouré d'une petite cour de fidèles, comme le comte Raimondo Oliveri, maréchal de la cour et secrétaire, ou Falcone Lucifero, ministre de la maison royale. Il soutient l'Union monarchique italienne, mais se place sciemment au-dessus de la politique des partis. En décembre 1977, Humbert se rend en Égypte afin d'y commémorer les trente ans de la mort de son père Victor-Emmanuel III en exil à Alexandrie. Les autorités égyptiennes marquent un grand respect pour l'ancien souverain qui est accueilli partout, mais surtout par l'importante colonie italienne locale, avec des honneurs presque officiels. Humbert se rend encore à deux reprises en Égypte, la dernière fois en 1981.

### Santé, mort et funérailles
La santé de l'ancien souverain décline dans les années 1960. Il est opéré d'un ulcère intestinal en 1964, puis d'une tumeur cancéreuse en 1969. En août 1982, il est transporté, inconscient, à la London Clinic de Londres, où les médecins décèlent, outre sa tumeur abdominale, un cancer osseux. Le 25 février 1983, selon son vœu, il est transféré en avion à Genève afin d'y revoir son épouse Marie-José.
Humbert II d'Italie meurt le 18 mars 1983, à l'âge de 78 ans, à Genève en Suisse, à l'Hôpital cantonal. Le 24 mars 1983, ses funérailles ont lieu à l'abbaye royale d'Hautecombe, en Savoie, nécropole de la dynastie du duché et de la maison de Savoie. Aux obsèques assistent la famille proche du défunt, ainsi que de nombreux membres des maisons royales du Gotha : le roi Juan Carlos et la reine Sophie d'Espagne, le roi Baudouin et la reine Fabiola de Belgique, le grand-duc Jean de Luxembourg et la grande-duchesse Joséphine-Charlotte, le prince Rainier III de Monaco et son fils le prince Albert, le duc Edward de Kent, le roi Siméon II de Bulgarie, le roi Michel Ier de Roumanie, le roi Constantin II de Grèce, l'archiduc Otto de Habsbourg et son fils Karl, le prince Ferdinand de Bourbon-Siciles, duc de Castro et son fils Charles de Bourbon des Deux-Siciles, le prince Charles Napoléon, le prince Henri, comte de Paris, et le prince Duarte de Bragança. Par testament, il avait légué au Vatican le Saint-Suaire de Turin. Le 27 janvier 2001, à l'Hôpital cantonal de Genève, la reine Marie-José meurt à son tour et est inhumée aux côtés de son défunt époux.
Les descendants en ligne masculine d'Humbert : son fils Victor-Emmanuel et son petit-fils Emmanuel-Philibert ne sont autorisés à revenir en Italie qu'en 2002, après 56 ans d'exil pour le premier et depuis sa naissance pour le second. En effet, à la suite de l'émotion causée par la mort de la reine Marie-José, et surtout en raison d'une requête pendante devant la Cour européenne des droits de l'homme, le Parlement italien vote la loi constitutionnelle no 1 du 23 octobre 2002, entrée en application le 10 novembre suivant, qui abroge les deux premiers alinéas de la XIIIe disposition transitoire de la Constitution italienne.

## Ascendance
|  |                                   |  |  |  |  |  |  |  |  |  |  |  |  |
|  | 8. Victor-Emmanuel II             |  |  |  |  |  |  |  |  |  |  |  |  |
|  |                                   |  |  |  |  |  |  |  |  |  |  |  |  |
|  |                                   |  |  |  |  |  |  |  |  |  |  |  |  |
|  | 4. Humbert Ier                    |  |  |  |  |  |  |  |  |  |  |  |  |
|  |                                   |  |  |  |  |  |  |  |  |  |  |  |  |
|  |                                   |  |  |  |  |  |  |  |  |  |  |  |  |
|  | 9. Adélaïde de Habsbourg-Lorraine |  |  |  |  |  |  |  |  |  |  |  |  |
|  |                                   |  |  |  |  |  |  |  |  |  |  |  |  |
|  |                                   |  |  |  |  |  |  |  |  |  |  |  |  |
|  | 2. Victor-Emmanuel III            |  |  |  |  |  |  |  |  |  |  |  |  |
|  |                                   |  |  |  |  |  |  |  |  |  |  |  |  |
|  |                                   |  |  |  |  |  |  |  |  |  |  |  |  |
|  | 10. Ferdinand de Savoie           |  |  |  |  |  |  |  |  |  |  |  |  |
|  |                                   |  |  |  |  |  |  |  |  |  |  |  |  |
|  |                                   |  |  |  |  |  |  |  |  |  |  |  |  |
|  | 5. Marguerite de Savoie           |  |  |  |  |  |  |  |  |  |  |  |  |
|  |                                   |  |  |  |  |  |  |  |  |  |  |  |  |
|  |                                   |  |  |  |  |  |  |  |  |  |  |  |  |
|  | 11. Élisabeth de Saxe             |  |  |  |  |  |  |  |  |  |  |  |  |
|  |                                   |  |  |  |  |  |  |  |  |  |  |  |  |
|  |                                   |  |  |  |  |  |  |  |  |  |  |  |  |
|  | 1. Humbert II                     |  |  |  |  |  |  |  |  |  |  |  |  |
|  |                                   |  |  |  |  |  |  |  |  |  |  |  |  |
|  |                                   |  |  |  |  |  |  |  |  |  |  |  |  |
|  | 12. Mirko Petrović-Njegoš         |  |  |  |  |  |  |  |  |  |  |  |  |
|  |                                   |  |  |  |  |  |  |  |  |  |  |  |  |
|  |                                   |  |  |  |  |  |  |  |  |  |  |  |  |
|  | 6. Nicolas Ier de Monténégro      |  |  |  |  |  |  |  |  |  |  |  |  |
|  |                                   |  |  |  |  |  |  |  |  |  |  |  |  |
|  |                                   |  |  |  |  |  |  |  |  |  |  |  |  |
|  | 13. Anastasija Martinovich        |  |  |  |  |  |  |  |  |  |  |  |  |
|  |                                   |  |  |  |  |  |  |  |  |  |  |  |  |
|  |                                   |  |  |  |  |  |  |  |  |  |  |  |  |
|  | 3. Hélène de Monténégro           |  |  |  |  |  |  |  |  |  |  |  |  |
|  |                                   |  |  |  |  |  |  |  |  |  |  |  |  |
|  |                                   |  |  |  |  |  |  |  |  |  |  |  |  |
|  | 14. Petar Vukotić                 |  |  |  |  |  |  |  |  |  |  |  |  |
|  |                                   |  |  |  |  |  |  |  |  |  |  |  |  |
|  |                                   |  |  |  |  |  |  |  |  |  |  |  |  |
|  | 7. Milena Vukotić                 |  |  |  |  |  |  |  |  |  |  |  |  |
|  |                                   |  |  |  |  |  |  |  |  |  |  |  |  |
|  |                                   |  |  |  |  |  |  |  |  |  |  |  |  |
|  | 15. Jelena Vojvodić               |  |  |  |  |  |  |  |  |  |  |  |  |
|  |                                   |  |  |  |  |  |  |  |  |  |  |  |  |
|  |                                   |  |  |  |  |  |  |  |  |  |  |  |  |

## Titulature et honneurs

### Titulature
- 15 septembre 1904 - 29 septembre 1904 : Son Altesse Royale le prince Humbert de Savoie (naissance) ;
- 29 septembre 1904 - 9 mai 1946 : Son Altesse Royale le prince de Piémont ;
- 9 mai 1946 - 12 juin 1946 : Sa Majesté le roi ;
- 12 juin 1946 - 18 mars 1983 : Sa Majesté le roi Humbert II d'Italie.

### Honneurs dynastiques de la maison de Savoie
- Grand maître et chevalier de l'ordre suprême de la Très Sainte Annonciade.
- Grand maître et chevalier de l'ordre des Saints-Maurice-et-Lazare.
- Grand maître et chevalier de l'ordre civil de Savoie.
- Grand maître de l'ordre du Mérite de Savoie.

### Honneurs étrangers
- Grand cordon de l'ordre de Léopold (Belgique).
- Chevalier de l'ordre des Saints Cyrille et Méthode (Bulgarie).
- Grand-croix avec collier de l'ordre de Saint-Alexandre (Bulgarie).
- 1156è chevalier de l'ordre de la Toison d'or (Espagne) (1923).
- Grand-croix de l'ordre royal et distingué de Charles III d'Espagne (1924).
- Chevalier de l'ordre de l'Éléphant (Danemark) (1922).
- Chevalier de l'ordre de Saint-Hubert (maison royale de Bavière).
- Chevalier de l'ordre de l'Aigle noir (famille impériale allemande).
- Chevalier avec collier de l'ordre du Lion d'or (maison de Hesse).
- Grand-croix de l'ordre de l'aigle de Géorgie (maison royale de Géorgie).
- Grand-croix de l'ordre du Sauveur (royaume de Grèce).
- Grand-croix avec collier de l'ordre des Saints-Georges-et-Constantin (royaume de Grèce).
- Bailli Grand-croix d'honneur et de dévotion de l'ordre souverain de Malte (1922).
- Grand-croix de l'ordre de Saint-Charles (Monaco) (1930).
- Grand-croix avec l'étoile d'argent de l'ordre du prince Danilo Ier (maison Petrović-Njegoš, Monténégro).
- Grand-croix de l’ordre de Saint-Olaf (Norvège) (1922).
- Chevalier de l'ordre de l'Aigle blanc (Pologne).
- Grand-croix de l'ordre du Christ (Portugal).
- Grand-croix de l'ordre de la Tour et de l'Épée (Portugal).
- Grand officier 1re classe de l'ordre de Michel le Brave (maison de Roumanie) (1943).
- Grand-croix avec collier de l'ordre de Carol Ier (maison de Roumanie).
- Chevalier de l’ordre de l'ordre de la Dynastie Chakri (Siam) (1933).
- Chevalier avec collier de l'ordre de Saint-André (maison Romanov).
- Grand-croix honoraire de l'ordre royal de Victoria (Royaume-Uni) (1935).
- Chevalier de l'ordre des Séraphins (Suède) (1922).
- Grand-croix de l'ordre de l'Étoile de Karageorge (Yougoslavie).
- Grand-croix de l'ordre équestre du Saint-Sépulcre de Jérusalem (Vatican).
- Grand-croix de l'ordre du Christ (Vatican) (1932).

#### Ouvrages
- (en) Denis Mack Smith, Italy and its Monarchy, Yale University Press, 1992, 413 p. (ISBN 978-0274734382).
- Jose Luis de Vilallonga, Gold gotha, Seuil, 1973
- Agnes Adriaenssen, Marie José princesse de Belgique, dernière reine d'Italie, Bruxelles, Luc Pire, 2001, 244 p. (ISBN 978-2-87415-066-1).
- (it) Luciano Regolo, Il re signore, Milan, Simonelli Collana, 1998, 680 p. (ISBN 978-8-886792141).
- (it) Giovanni Artieri, Umberto II e la crisi della monarchia, Milan, Mondadori, 1983
- (it) Giovanni Artieri, Cronaca del Regno d'Italia, vol. 2, Milan, Mondadori, 1977 et 1978
- (it) Domenico Bartoli, Da Vittorio Emanuele a Gronchi, Milan, Longanesi, 1962
- (it) Domenico Bartoli, I Savoia, ultimo atto, Novarra, De Agostini, 1986
- (it) Silvio Bertoldi, Umberto II, Milan, Bompiani, 1983
- (it) Italicus (Ezio Saini), Storia segreta di un mese di regno, Rome, Sestante, 1946
- (it) Franco Malnati, La grande frode - come l'Italia fu fatta repubblica, Rome, Bastogi, 1998
- (it) Giovanni Mosca, Il re in un angolo, Rome, Rizzoli, 1950
- (it) Giorgio Navone, Mauro Navone, Andrea Doria ed Emanuele Filiberto di Savoia, Milan, Simonelli, 2005 (ISBN 8876470271)
- (it) Gianni Oliva, Umberto II. L'ultimo re, Milano, Mondadori, 2000 (ISBN 8804476184)
- (it) Pierro Operti, Lettera aperta a Benedetto Croce, Rome, Volpe, 1963
- (it) Lucifero Falcone, Il pensiero e l'azione del re Umberto II dall'esilio (13 giugno 1946-31 dicembre 1965), Milan, Rizzoli, 1966
- (it) Lucifero Falcone, Il re dall'esilio, Milan, Silvio Mursia, 1978
- (it) Niccolò Rodolico - Vittorio Prunas Tola, Libro azzurro sul referendum 1946,, Turin, Superga, 1952
- (it) Cristina Siccardi, Maria José Umberto di Savoia. Gli ultimi sovrani d'Italia, Milan, Paoline, 2004
- (it) Angelo Squarti Perla, Araldica e nobiltà nelle Marche, Acquaviva Picena, Fast Edit, 2007
- (it) Mario Viana, La monarchia e il fascismo, Rome, Marviana, 1951
- (it) Giulio Vignoli, Scritti politici clandestini. Politicamente scorretti,, Gênes, Sabaudia, ECIG, 2000, p. 39-92.

#### Ouvrages généalogiques
- Nicolas Énache, La descendance de Marie-Thérèse de Habsburg, Paris, Éditions L'intermédiaire des chercheurs et curieux, 1999, 795 p. (ISBN 978-2-908003-04-8).
- Jean-Fred Tourtchine, Les Manuscrits du CEDRE : Le Royaume d'Italie, vol. III, t. 14, Clamecy, Imprimerie Laballery, 1994, 269 p..

#### Article
- Le Monde, 7 avril 1946.